# North Platte
North Platte – miasto w Stanach Zjednoczonych, w stanie Nebraska, siedziba administracyjna hrabstwa Lincoln.